# Форест (Міссісіпі)
Форест (англ. Forest) — місто (англ. city) в США, в окрузі Скотт штату Міссісіпі. Населення — 5430 осіб (2020).

## Географія
Форест розташований за координатами 32°21′35″ пн. ш. 89°28′33″ зх. д. / 32.35972° пн. ш. 89.47583° зх. д. (32.359838, -89.475908).  За даними Бюро перепису населення США в 2010 році місто мало площу 33,93 км², з яких 33,87 км² — суходіл та 0,06 км² — водойми.

## Демографія
Згідно з переписом 2010 року, у місті мешкали 5684 особи в 1967 домогосподарствах у складі 1318 родин. Густота населення становила 168 осіб/км².  Було 2135 помешкань (63/км²).
Расовий склад населення:
| - 48,5 % — чорних або афроамериканців - 31,3 % — білих - 0,8 % — вихідців з тихоокеанських островів - 0,4 % — корінних американців - 0,2 % — азіатів - 16,6 % — осіб інших рас |

До двох чи більше рас належало 2,2 %. Частка іспаномовних становила 23,7 % від усіх жителів.
За віковим діапазоном населення розподілялося таким чином: 28,7 % — особи молодші 18 років, 59,8 % — особи у віці 18—64 років, 11,5 % — особи у віці 65 років та старші. Медіана віку мешканця становила 31,5 року. На 100 осіб жіночої статі у місті припадало 97,2 чоловіків;  на 100 жінок у віці від 18 років та старших — 94,1 чоловіків також старших 18 років.
Середній дохід на одне домашнє господарство  становив 44 396 доларів США (медіана — 33 204), а середній дохід на одну сім'ю — 52 962 долари (медіана — 41 607). За межею бідності перебувало 27,8 % осіб, у тому числі 43,0 % дітей у віці до 18 років та 21,6 % осіб у віці 65 років та старших.
Цивільне працевлаштоване населення становило 2017 осіб. Основні галузі зайнятості: виробництво — 23,8 %, освіта, охорона здоров'я та соціальна допомога — 14,7 %, будівництво — 12,2 %, роздрібна торгівля — 11,1 %.